# Oud-Geleen

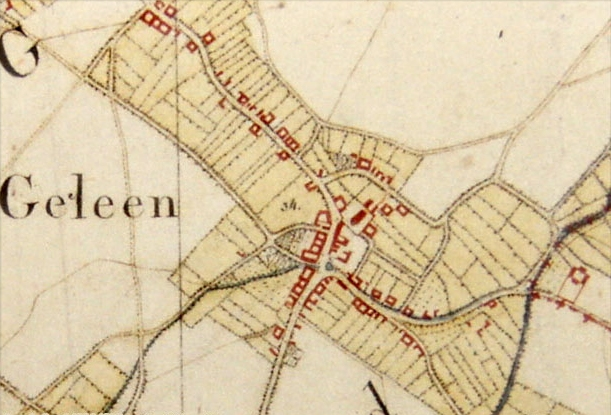
Tranchotkaart 1805 van Oud-Geleen.

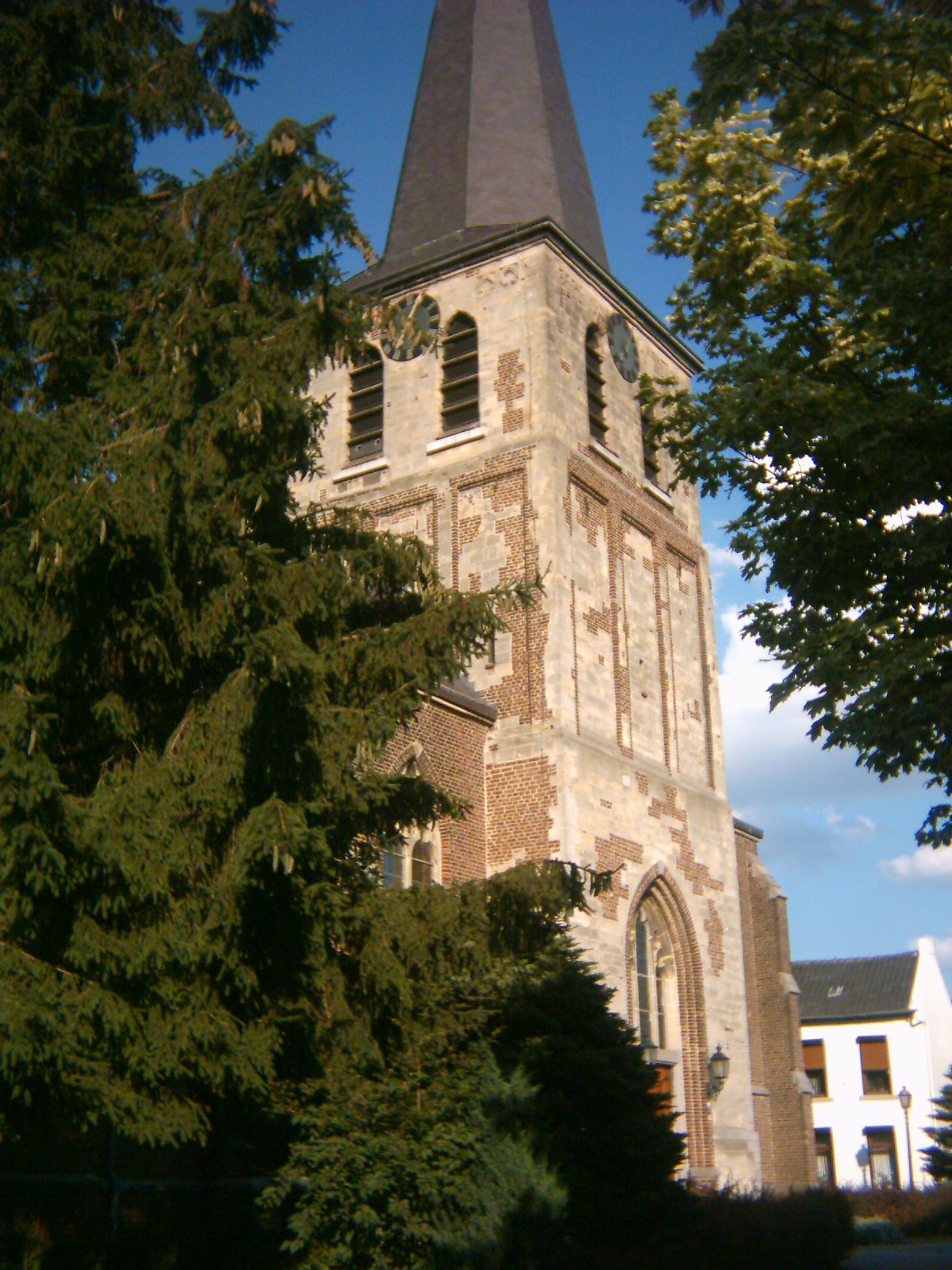
RK Kerk Marcellinus & Petrus.

Oud-Geleen (Limburgs: Awt-Gelaen) is een wijk van de voormalige Nederlands-Limburgse gemeente Geleen, die momenteel op haar beurt sinds 2001 behoort tot de gemeente Sittard-Geleen. Oud-Geleen is gelegen aan de rivier Geleenbeek waar de plaatsnaam van is afgeleid. Oud-Geleen is gelegen ten zuiden van Sittard aan de spoorlijn Sittard - Herzogenrath. Aan de oostzijde ligt het station Geleen Oost.

## Geschiedenis
In de middeleeuwen was Oud-Geleen ook bekend onder de naam Op-Geleen, de eerste vermelding was in 1148.  Het 'dorp' is nauw verbonden met de patroonheiligen Sint-Marcellinus en Sint-Petrus waarnaar de parochiekerk is genoemd. De oude kern werd gevormd door de huidige straten Pieterstraat, Peschstraat, Dorpstraat (nu Marcellienstraat), Jodenstraat en Eindstraat. Aan deze straten zijn tegenwoordig nog een aantal oude gebouwen zoals dorpshoeven en patriciërshuizen aanwezig. Tot begin vorige eeuw werd het dorp letterlijk doorstroomd door de Cötelbeek die liep via de Pieterstraat en Peschstraat en vervolgens aan het eind van het dorp uitmondde in de Geleenbeek. Tegenwoordig is deze beek over haar gehele tracé binnen Geleen overkluisd en maakt ze deel uit van het riolenstelsel. Vóór de komst van de Staatsmijn Maurits in het begin van de twintigste eeuw was het dorp gericht op landbouw, leerlooierij en bierbrouwerij. Door de snelle ontwikkeling van Geleen als industriestad smolt het dorp samen met de andere dorpen Lutterade en Krawinkel tot de gemeente Geleen.

## Bezienswaardigheden
- De Rooms-Katholieke kerk Sint-Marcellinus en Sint-Petruskerk gelegen aan de Leursstraat is een driebeukige kruisbasiliek in neogotische stijl, ontworpen door Carl Weber en gebouwd in 1862-1863. De toren dateert uit 1504 en is grotendeels opgetrokken uit mergel. In de kerk is een hardstenen doopvont uit 1622, geschonken door Arnold IV Huyn van Geleen.
- Enkele kapellen:
  - Bij de kerk staat een neogotische Calvariekapel uit 1874 met daarin een calvariegroep.
  - Kruiskapel aan de Hendriklaan-Irenelaan
  - Kruiskapel aan de Norbertijnenstraat

- Huis Maes aan de Leursstraat 4 is een 16e-eeuws tweelaags huis met mergelstenen speklagen. Door vele Awt-Gelaeners ook wel 'Het Bokkenrijdershuis' genoemd. Jan en Willem Maes geraakten in diepe schulden en het huis kreeg een nieuwe eigenaar, drossaard Jan van den Stock. Later werd het linkergedeelte van het huis bewoond door zijn kleindochter, die gehuwd was met de kapitein van de bokkenrijders, Willem de Gavarelle.

Aan de plafonds waren in steen uitgehouwen bokkenrijderskoppen aangebracht, hierop lagen de balken. In 1851 kocht de familie J.W. Ramakers uit Schinnen het huis. Drie generaties Ramakers hebben er gewoond. In dat huis stichtte Jan Willem Ramakers (1820-1887) het atelier voor kerkelijke kunst J.W. Ramakers en Zonen. In 1892 bouwden de Gebroeders Ramakers een gebouw eraan vast. Daar zetten ze de werkzaamheden voort in verband met de toenemende vraag naar de werken van het atelier. In 1940 hield het atelier van kerkelijke kunst op te bestaan door gebrek aan aanvoer van materiaal vanuit het buitenland. Op 1 november 1961 verhuisde Louis Ramakers naar Sittard en in 1974 verkocht C.P. Janssen-Ramakers te Venlo het laatste deel van het huis aan een Haagse verzekeringsmaatschappij.
- Eind 2010 werd de historische kern van Oud-Geleen aangewezen als gemeentelijk beschermd stads- en dorpsgezicht, op grond van de Verordening Cultuurhistorie Sittard-Geleen. Het gebied bestaat uit de straten Brouwerstraat (gedeeltelijk), Jodenstraat (gedeeltelijk), Leursstraat, Marcellienstraat, Peschstraat, Pieterstraat (gedeeltelijk) en 't Straatje.

Steden: Geleen · Sittard

Dorpen: Born · Buchten · Einighausen · Grevenbicht · Guttecoven · Holtum · Limbricht · Munstergeleen · Obbicht · Papenhoven

Buurtschappen en gehuchten: Abshoven · Daniken · Graetheide · Harrecoven · Rosengarten · Schipperskerk · Windraak

Woonwijken: Baandert · Broeksittard · Geleen-Centrum · Geleen-Noord · Geleen-Zuid · Hondsbroek · Kemperkoul · Kluis · Kollenberg-Park Leyenbroek · Limbrichterveld · Lindenheuvel · Oud-Geleen · Overhoven · Sanderbout · Sittard-Centrum · Stadbroek · Vrangendael

Limburg: Steden en dorpen      Nederland: Provincies · Gemeenten